# Cisano Bergamasco

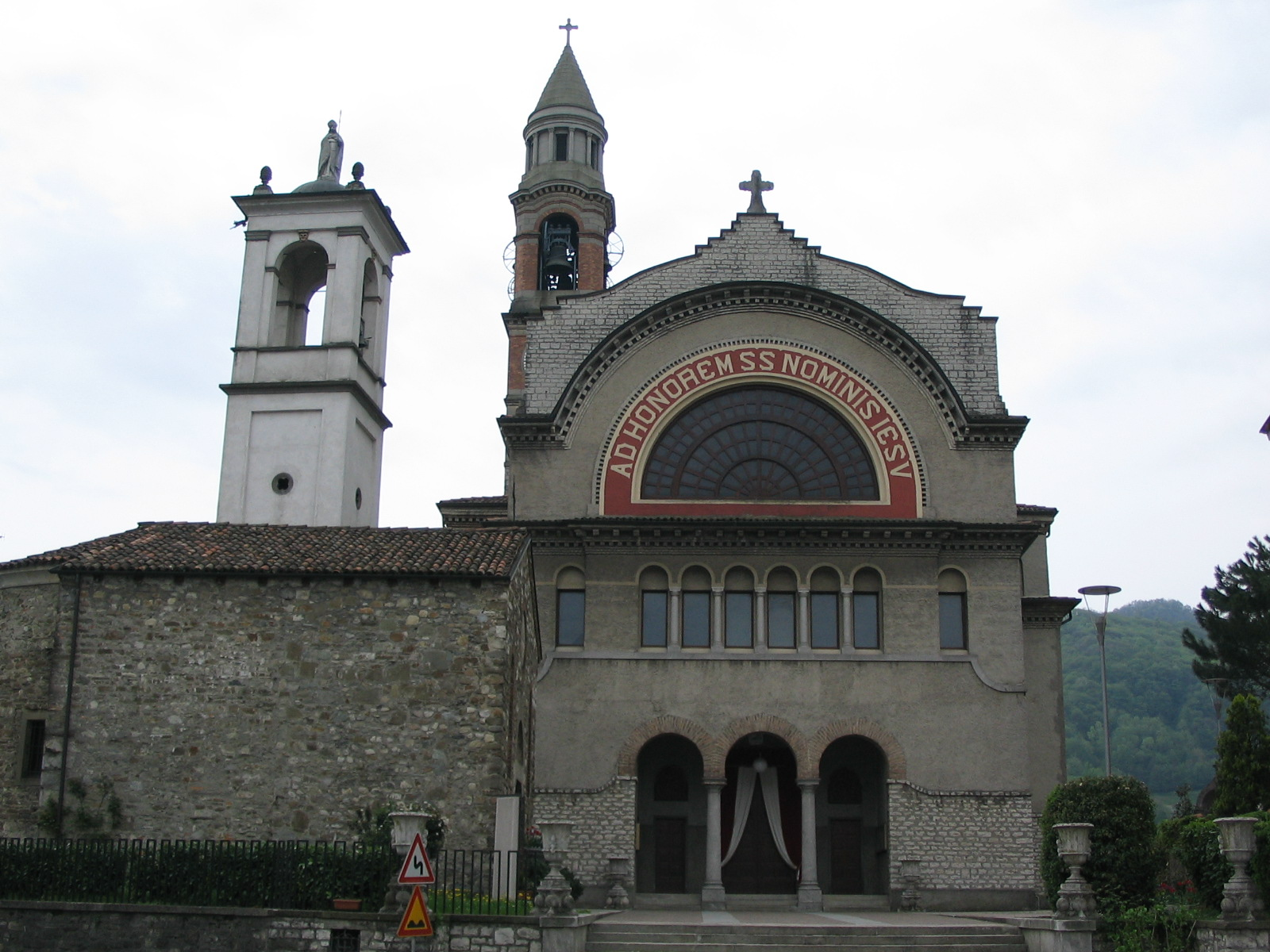
Parrocchiale của Cisano Bergamasco.

Cisano Bergamasco là một đô thị ở tỉnh Bergamo, vùng Lombardia, phía bắc nước Ý.